# José María Lacalle
José María Lacalle García (n. Cádiz, España; 17 de noviembre de 1859 – f. Brooklyn, Nueva York; 11 de junio de 1937), conocido también como Joseph M. Lacalle por su profunda vinculación profesional con los Estados Unidos, fue un famoso clarinetista, compositor y director de orquesta español.

## Trayectoria
Nació en Cádiz el 17 de noviembre de 1859, y falleció en Brooklyn, Nueva York, el 11 de junio de 1937. En su ciudad natal inició estudios musicales, que continuaría en La Habana, adonde emigró siendo muy joven. En 1893 se hallaba en Estados Unidos, donde formaría parte como músico de viento en numerosas bandas populares, como la Sousa's Band (de John Phillip Sousa), la Gilmore's Band, la 71st Regiment Band, la 23rd Regiment Band of New York, la Hoadley Musical Society Amateur Orchestra y la Columbia Spanish Band. Dirigió también su propia banda, la «LaCalle Band». Participó en las primeras grabaciones para la Columbia Phonograph Company de Nueva York, con obras de John Philip Sousa. Hacia 1925 servía como director y crítico en dicha compañía, especialmente supervisando las grabaciones de músicos cubanos y otros de Hispanoamérica. Promovió la música española e hispanoamericana. En Brooklyn fundó la Spanish Theater Company, y a él se debieron las primeras representaciones de zarzuela en EE. UU.
Una de las composiciones más conocidas de Lacalle es «Amapola». La primera grabación fue instrumental, interpretada por la Spanish Tango Orchestra y grabada en febrero de 1923 por Columbia Records.  La primera grabación vocal de la canción la realizó en 1925 el tenor español Miguel Fleta.
Algunas composiciones de Lacalle fueron la «23rd Regiment March» (1902), «Pobrecito faraón» (1923), «Aquel beso» (1927), «Luz eterna» (1928), «Flor de pasión» (1928) y «Lola» (1929), entre otras muchas.